# 灰斑新园蛛
灰斑新园蛛（学名：[Neoscona griseomaculata] 错误：{{Lang}}：文本有斜体标记（帮助））为园蛛科新园蛛属的动物。在中国大陆，分布于湖南、贵州、福建、四川、江西、广东、云南、湖北等地，常见于南方稻田以及麦田。该物种的模式产地在湖南。